# Michael Cvetkovski
Michael Cvetkovski (mazedonisch Мајкл Цветковски; * 21. November 1987 in Sydney) ist ein australisch-nordmazedonischer Fußballspieler.

## Karriere
Michael Cvetkovski stand bis 2009 beim FK Belasica Strumica in Strumica unter Vertrag. Der Verein spielte in der zweiten Liga des Landes, der Vtora Makedonska Liga. Mitte 2009 wechselte er zu FK Pelister Bitola. Mit dem Verein aus Bitola spielte er in der ersten Liga, der Prva Makedonska Liga. 2010 zog es ihn nach Asien. Hier unterschrieb er in Indonesien einen Vertrag bei Persebaya Surabaya. Nach einem Jahr ging er nach Hongkong zum Kitchee SC. Der Klub spielte in der zweiten Liga, der Hong Kong First Division League. Mit dem Verein wurde er Meister der Liga. Außerdem gewann er mit dem Klub den Hong Kong FA Cup und den Hong Kong League Cup. Mitte 2012 kehrte er wieder in seine Heimat zurück. Hier spielte er bis Jahresende für Rabotnički Skopje aus Skopje. Nach Myanmar zog es ihn Anfang 2013. Hier verpflichtete ihn der Erstligist Yangon United. Mit dem Verein aus Rangun spielte er in der ersten Liga, der Myanmar National League. Ende der Saison feierte er mit Yangon die Meisterschaft. Von Mai 2014 bis August 2014 stand er in Australien beim Rockdale City Suns FC unter Vertrag. Nach Vertragsende kehrte er wieder in seine Heimat zurück, wo er für den Rest des Jahres bei seinem ehemaligen Verein FK Pelister Bitola spielte. Der thailändische Erstligist Navy FC aus Sattahip nahm ihn Anfang 2015 für ein halbes Jahr unter Vertrag. Für den in der Thai Premier League spielenden Klub stand er zwölfmal auf dem Spielfeld. Den Rest des Jahres war er vertrags- und vereinslos. Sein ehemaliger Verein FK Pelister nahm ihn Anfang 2016 wieder für ein halbes Jahr unter Vertrag. Seit Juli 2016 ist er vertrags- und vereinslos.

## Erfolge
Kitchee SC
- Hong Kong First Division League: 2011/2012
- Hong Kong FA Cup: 2011/2012
- Hong Kong League Cup: 2011/2012

Yangon United
- Myanmar National League: 2013